# ديفوان
ديفوان (بالإنجليزية: Devuan) هو نظام تشغيل شبه مستقل مبني على توزيعة دبيان إصدار جيسي بدا تطويره عام 2014 كان الهدف الأول المعلن عنه هو توفير توزيعه دون نظام تمهيد سيستم دي وتحويله إلى نظام UNIX Sys4 بشكل افتراضي وقد تسبب إطلاق دبيان جيسي في جذب بعض مطوري دبيان والمستخدمين، وذلك بسبب اعتماده على UNIX Sys4 كبديل افتراضي عن نظام سيستيم دي. تم الإصدار 1.0.0 25 مايو 2017 و 2.0.0 في 2018-06-09.

## وصلات خارجية
- موقع حزم دبيان
- Source code repository for Devuan
- Devuan Release Archive
- Devuan Community
- Devuan Community Forum
- Friends of Devuan Wiki نسخة محفوظة 3 يونيو 2017 على موقع واي باك مشين.
- Debian is not GNOME first discussion list
- devuan-announce list
- Derivative Distros